# Florin Suciu
Florin Suciu (n. 18 mai 1983) este un fost atlet român specializat în alergări pe distanțe scurte.

## Carieră
Sportivul este multiplu campion național și balcanic. A participat la Campionatul Mondial de Juniori din 2000 și 2002 si la Campionatul European de Juniori din 2001, clasându-se pe locul 5 la 400 m. În 2003 a participat la Campionatul Mondial de la Paris.
La Campionatul European de Tineret din 2005 el a ocupat locul 7 la 200 m și locul 4 cu ștafeta de 4x400. În același an el a stabilit la Balcaniadă de la Novi Sad un nou record național pe 200 de metri cu timpul de 20,70 s. Anul următor a obținut locul 9 la Campionatul Mondial în sală cu ștafeta de 4x400 m a României. În sezonul de aer a ocupat la Campionatul European de la Göteborg locul 6 cu ștafeta de 4x400 m, compusă din Ioan Vieru, Vasile Boboș, Florin Suciu și  Cătălin Cîmpeanu, stabilind un nou record național în semifinală cu timpul de 3:04,23 min.
În anul 2007 sprinterul a obținut cel mai rapid timp al său în proba de 100 m. Cu timpul de 10,24 s deține al doilea rezultat din istoria României după recordmenul Daniel Cojocaru. Apoi a participat la Campionatul Mondial de la Osaka dar nu a reușit să se califice în finală. Deși a obținut baremul B pentru Jocurile Olimpice de vară din 2008 el nu a fost inclus în lot. În 2009 Florin Suciu s-a retras din activitate.

## Realizări
| An   | Competiție                               | Locație                  | Loc | Eveniment | Note    |
| ---- | ---------------------------------------- | ------------------------ | --- | --------- | ------- |
| 2000 | Campionatul Mondial de Juniori (sub 20)  | Santiago de Chile, Chile | 19  | 400 m     | 47,44   |
| 2001 | Campionatul European de Juniori (sub 20) | Grosseto, Italia         | 5   | 400 m     | 47,32   |
| 2002 | Campionatul Mondial de Juniori (sub 20)  | Kingston, Jamaica        | 11  | 400 m     | 47,09   |
| 2003 | Campionatul Mondial                      | Paris, Franța            | 14  | 4x400 m   | 3:06,42 |
| 2005 | Campionatul European de Tineret (sub 23) | Erfurt, Germania         | 7   | 200 m     | 20,88   |
| 2005 | Campionatul European de Tineret (sub 23) | Erfurt, Germania         | 4   | 4x400 m   | 3:05,29 |
| 2006 | Campionatul Mondial în sală              | Moscova, Rusia           | 9   | 4x400 m   | 3:13,93 |
| 2006 | Campionatul European                     | Göteborg, Suedia         | 33  | 200 m     | 21,10   |
| 2006 | Campionatul European                     | Göteborg, Suedia         | 6   | 4x400 m   | 3:04,53 |
| 2007 | Campionatul Mondial                      | Osaka, Japonia           | 29  | 100 m     | 10,41   |

## Recorduri personale
| Probă           | Performanță | Dată              | Locație   |
| --------------- | ----------- | ----------------- | --------- |
| 100 m           | 10,24 s     | 27 iulie 2007     | București |
| 200 m           | 20,70 s RN  | 24 iulie 2005     | Novi Sad  |
| 400 m           | 46,25 s     | 28 mai 2006       | București |
| 4x400 m         | 3:04,23 RN  | 12 august 2006    | Göteborg  |
| 60 m în sală    | 6,76 s      | 9 februarie 2007  | București |
| 200 m în sală   | 21,63 s     | 16 februarie 2005 | Peania    |
| 400 m în sală   | 47,13 s     | 22 februarie 2006 | Peania    |
| 4x400 m în sală | 3:13,93     | 12 martie 2006    | Moscova   |